# Rostock Piranhas
Rostock Piranhas bzw. der Rostocker EC (eingetragen als Rostocker Eishockey Club e. V.) ist ein Eishockeyverein aus Rostock, der in der Tradition verschiedener Rostocker Eishockey-Mannschaften steht.

## Geschichte

### Anfänge und Etablierung als Leistungszentrum

#### BSG Motor Rostock/SG Dynamo Rostock (1953 bis 1962)
Die Eishockey-Sektion der Betriebssportgemeinschaft BSG Motor Rostock wurde am 24. April 1953 gegründet. Im Dezember des gleichen Jahres errang deren Mannschaft den Bezirksmeistertitel gegen das Team von der BSG Motor Wismar. Damit waren die Rostocker für die Aufstiegsspiele zur 1. Liga, der zweithöchsten Spielklasse im DDR-Eishockey, teilnahmeberechtigt, wo sie sich gegen die BSG Einheit Görlitz und die BSG Einheit Halle durchsetzten. Noch vor Beginn der Spielzeit 1954/55 wurde die Eishockey-Sektion am 1. Mai 1954 in die Sportvereinigung Dynamo überführt. Nachdem die nun als SG Dynamo Rostock auflaufende Mannschaft zu Saisonende den zweiten Platz belegt hatte, gelang ihr 1956 der Aufstieg in die Oberliga. In ihrem Oberliga-Debüt mussten die Rostocker Lehrgeld zahlen und gingen in zehn Begegnungen nur ein einziges Mal als Sieger vom Feld. Der drohende Abstieg blieb jedoch aus, da die angesetzten Relegationsspiele gegen den Liga-Meister BSG Aufbau Schönheide wegen ungünstiger Witterungsbedingungen abgesagt wurden. In ihrem zweiten Oberliga-Jahr konnten die Ostseestädter nicht überzeugen und bildeten erneut das Schlusslicht. Aufgrund der anstehenden Oberliga-Aufstockung um zwei Teams blieb auch diesmal der letzte Tabellenplatz ohne Folgen. 1958/59 konnte die SG Dynamo aus eigener Kraft die Klasse halten und belegte am Ende den drittletzten Platz. Auch in den folgenden drei Jahren blieben die Rostocker in der obersten Spielklasse, ohne jedoch in die Meisterschaftsentscheidungen eingreifen zu können. Nach der Saison 1961/62 wurde die Eishockey-Sektion im Zuge einer Neugliederung im kommunalen Sport vom SC Empor Rostock übernommen.

#### SC Empor Rostock (1956 bis 1970)
Am 1. April 1956 wurde beim SC Empor Rostock eine Eishockey-Sektion aus der Taufe gehoben. Nach einigen Freundschaftsspielen bestritt das Team im Januar 1957 eine Partie gegen Motor Wismar um den Bezirksmeistertitel, welches die Männer aus der Bezirksstadt gewannen. Aufgrund seiner Spielstärke wurde das Sportclub-Team für die Saison 1958/59 ohne vorherige Qualifikation in die 1. Liga eingestuft. Als Zweiter der Staffel 2 verpassten die Rostocker nur aufgrund des schlechteren Torverhältnisses die Relegationsspiele um den Oberliga-Aufstieg. Ein Jahr später schaffte das Empor-Team einen souveränen Durchmarsch und blieb nach Liga-Saison und Relegationsspielen ungeschlagen. Der Einstand im Oberhaus gestaltete sich für die Norddeutschen schwierig, am Ende der Saison konnte der Oberliga-Neuling nur aufgrund des besseren Torverhältnisses die Klasse halten. 1961/62 blieb Empor Rostock den Nachweis seiner Oberliga-Klasse weiterhin schuldig und blieb als einziges Team ohne Punktgewinn.
1962 übernahm der Sportclub die Eishockey-Sektion der benachbarten SG Dynamo Rostock, deren erste Vertretung bis dato seit fünf Jahren in der Oberliga vertreten war. Durch die gleichzeitige Übernahme des Startplatzes blieb der SC Empor Rostock für die Saison 1962/63 erstklassig und konnte mit dem verstärkten Kader den Klassenerhalt sichern. Nachdem die Ostseestädter im Jahr darauf den Abstieg nur durch eine siegreiche Relegation entgingen, etablierten sie sich schließlich dauerhaft im Oberhaus und belegten in insgesamt sechs Spielzeiten bis 1970 ausschließlich die Plätze vier und fünf.

### Weiterbestehen als „Feierabend-Mannschaft“

#### VSG Rostock/BSG Chemie 70 Rostock (1971 bis 1990)
Aufgrund des Leistungssportbeschlusses von 1969 bekam das Eishockey den Status als „besonders förderungswürdige Sportart“ entzogen. Als Folge davon wurden mit Ausnahme der Sportvereinigung Dynamo sämtliche Eishockeysektionen der Sportclubs nach Beendigung der Saison 1969/70 aufgelöst. Die verbliebenen Spieler der ehemaligen Empor-Mannschaft formierten sich privat unter der Bezeichnung „Volkssportgemeinschaft Rostock“ (VSG Rostock) neu und meldete 1971 für die als Bestenermittlung deklarierte DDR-Amateurmeisterschaft. Nachdem das Team dieses Turnier auf dem dritten Platz abgeschlossen hatte, fand es in der „Betriebssportgemeinschaft Chemie 70“ eine neue sportliche Heimat. Abgesehen von der Saison 1978/79 – auf deren Teilnahme verzichtet wurde – trat die BSG Chemie 70 Rostock 17 Jahre lang bei der Bestenermittlung an. Nachdem die Ostseestädter 1988 als achter und Letztplatzierter die anschließende Relegation gegen den Sieger der Ausscheidungen der Bezirksmeister, BSG Einheit Crimmitschau II, verloren, war ihre letzte Teilnahme an der Bestenermittlung besiegelt. Aufgrund der gesellschaftlichen Umwälzungen in der DDR wurden die für die Saison 1989/90 angesetzten Qualifikationsspiele der Bezirksmeister nicht mehr ausgetragen.

#### BSG Schifffahrt/Hafen Rostock (1985 bis 1990)
Die BSG Schifffahrt/Hafen Rostock etablierte am 12. März 1985 eine eigene Sektion Eishockey, deren Team teilweise aus ehemaligen Kaderspielern des SC Empor bestand. Als Rostocker Bezirksmeister des Jahres 1985 nahm die Mannschaft an den Ausscheidungsspielen um einen Startplatz in der Bestenermittlung teil, musste aber bereits in der ersten Runde gegen den Bezirksmeister Berlin, BSG Spartakus Berlin, die Segel streichen. Auch in den kommenden Jahren scheiterten die Rostocker als Bezirksmeister bereits zum Auftakt der Ausscheidungsrunden, wobei sich jedes Mal die Vertreter aus Halle bzw. Berlin als zu stark erwiesen.

### Rostocker EC

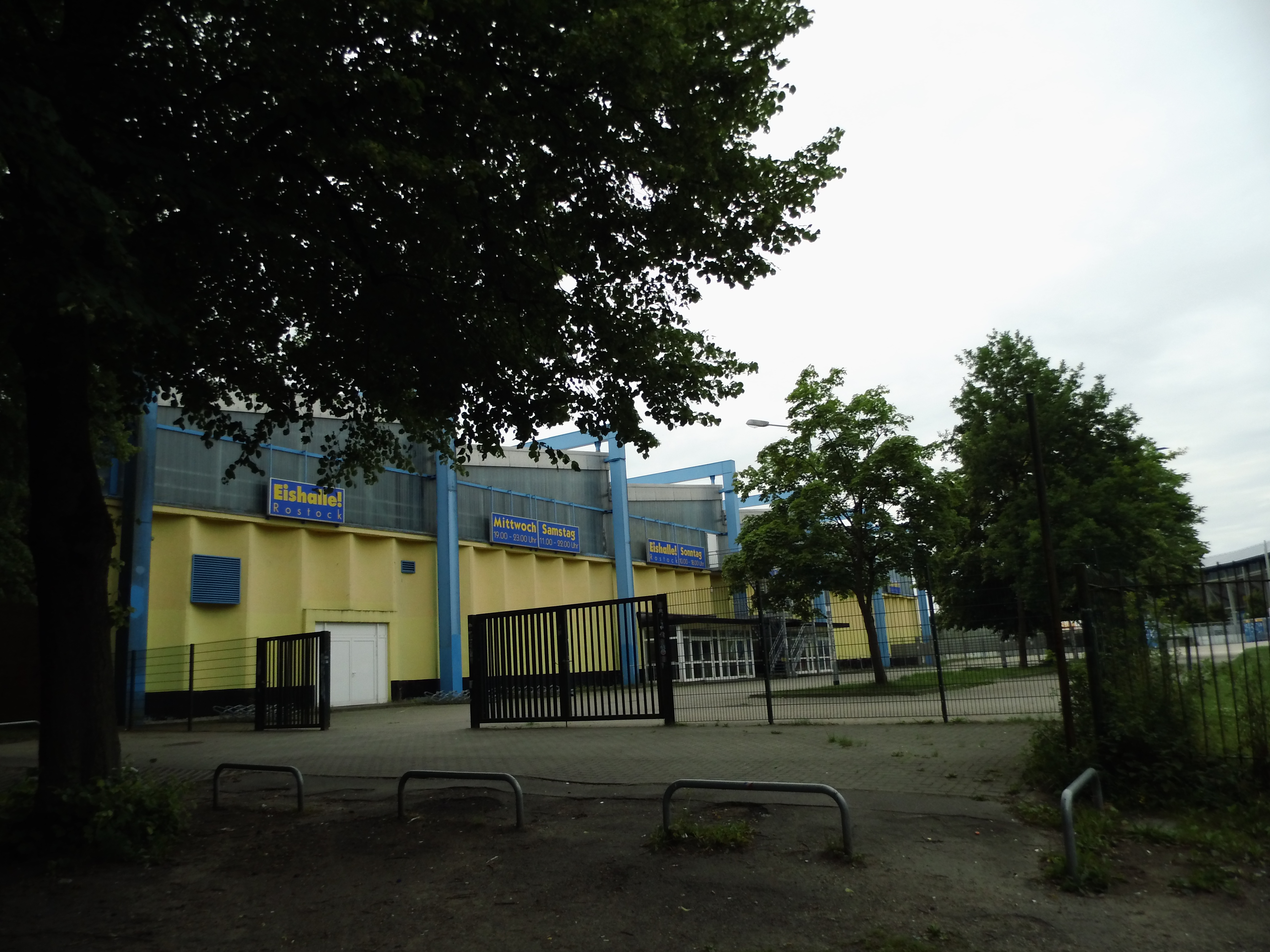
Eishalle Rostock

#### Neuanfang in der gesamtdeutschen Sportlandschaft
Am 18. Juli 1990 schlossen sich die Eishockey-Sektionen der BSG Chemie 70 Rostock und der BSG Schifffahrt/Hafen Rostock zum Rostocker EC zusammen. Mit Hilfe altgedienter BSG-Spieler schaffte die erste Mannschaft innerhalb weniger Jahre den Aufstieg in die Verbandsliga und anschließend in die Regionalliga. In der Saison 1999/00 nahmen die Rostocker als Meister der viertklassigen Regionalliga Nord/Ost erstmals an der Aufstiegsrunde zur Oberliga Nord teil. Dort erreichte die Mannschaft hinter dem Aufsteiger Herforder EC den zweiten Platz. Ein Jahr später erreichte der REC erneut – dieses Mal als Zweiter hinter dem EC Euroregio Nordhorn – die Aufstiegsrunde zur Oberliga, wo die Mannschaft hinter dem SC Mittelrhein-Neuwied und dem Grefrather EC den dritten Platz belegte. In der Saison 2003/04 wurde eine Endrunde der Regionalligen im Norden ausgespielt, für die sich der Rostocker EC als Drittplatzierter der Regionalliga Ost hinter dem ESC Halle 04 und den Blue Lions Leipzig qualifizieren konnte und den zehnten Platz erreichte. Auf das Angebot, in die Oberliga aufrücken zu können, wurde jedoch von Seiten des Vereins verzichtet.

#### Gegenwart
2006 gewann die Mannschaft den Meistertitel der Regionalliga Nord/Ost, auf den Aufstieg in die nächsthöhere Spielklasse verzichtete jedoch der Verein erneut. Nachdem sich in der Saison 2006/07 die erste Mannschaft, die inzwischen den Beinamen „Piranhas“ trägt, als Vizemeister der Regionalliga Nord/Ost sportlich für die Oberliga qualifiziert hatte, nahm der REC bis zur Spielzeit 2008/09 am Spielbetrieb der dritten Liga teil. Am 29. Mai 2009 gab jedoch der Vorstand den Rückzug der Mannschaft in die Regionalliga Nord für die Saison 2009/10 bekannt. Dort beendeten die Piranhas die Hauptrunde der Regionalliga auf Platz eins, womit sie Meister in der Gruppe Nord wurden. In den darauffolgenden Playoffs mussten sie sich jedoch im Halbfinale dem EV Duisburg geschlagen geben. Die Saison 2010/11 beendeten die Piranhas mit dem ersten Platz in der Oberliga-Nord Hauptrunde, konnten allerdings in der anschließenden End- bzw. Pokalrunde nicht gegen die stärkeren Mannschaften aus der Oberliga West bestehen und erreichten somit, auf dem letzten Platz liegend, nicht die darauffolgenden Play-offs. Die Hauptrunde der Saison 2011/12 beendeten die Piranhas dann wieder mit dem ersten Platz in der Oberliga-Nord, sind dann aber in der Endrunde, wie in der letzten Saison, auf dem letzten Platz liegend, ausgeschieden und konnten auch diese Saison nicht an den Play-offs teilnehmen. In der Saison 2012/13 lief es für die Piranhas genauso wie die Jahre zuvor. Die Vorrunde der Oberliga Nord beendeten die Piranhas auf Platz eins liegend, in der anschließenden Meisterrunde mussten sie sich mit Platz 2 zufriedengeben, bevor sie in der Endrunde, wieder auf dem letzten Platz liegend, ausschieden und somit nicht an den Aufstiegs-Play-offs teilnehmen konnten.

## Mannschaften
Neben den Piranhas gibt es unter dem Dach des Rostocker EC folgende Nachwuchsmannschaften:
- die REC-Junioren, welche in der Juniorenliga Niedersachsen spielen (Saison 09/10 kein Ligenbetrieb),
- die REC-Schüler, welche in der Schülermeisterschaft antreten (Saison 09/10 kein Ligenbetrieb),
- die REC-Kleinschüler, sie spielen in Turnieren gegen ihre Gegner, und
- die REC-Kleinstschüler, sie spielen ebenfalls in Turnieren gegen ihre Gleichaltrigen.

Außerdem existieren folgende Hobbymannschaften:
- die Freibeuter, die seit Jahren auf den ersten zwei Plätzen der Landesliga Hamburg (jetzt Hanseliga) zu finden sind,
- die Montagsmaler, die seit der Saison 2007/08 die Spitze der Landesliga Mecklenburg-Vorpommern übernommen hat (Saison 09/10 kein Ligenbetrieb),
- die Rostock Oldstars, die bis zur Saison 2006/07 in der Landesliga Mecklenburg-Vorpommern antraten und dort unter den Besten waren, seitdem aber nicht mehr im Ligabetrieb spielen, und
- die Fraueneishockeymannschaft, die Rostocker Eisfüchse, die in einer Spielgemeinschaft mit den EHC Adendorfer Damen von 2003 bis 2006 an der drittklassigen 1. Damenliga Nord/Ost teilnahm. (Sie haben sich im April 2007 aufgelöst.)

## Spielstätte
Die Mannschaften des Rostocker EC tragen ihre Heimspiele in der 2000 Zuschauer fassenden Eishalle Rostock aus, die das größte Eisstadion Mecklenburg-Vorpommerns und zudem zur Winterzeit regelmäßig für die Öffentlichkeit als Eislaufstätte geöffnet ist. Das Stadion befindet sich in unmittelbarer Nähe zum Ostseestadion. Vorgänger der Halle war eine 1958 erbaute nicht überdachte Eisschnelllauf-Kurzbahn mit einer Länge von 133 Metern, die Kurzbahn Rostock. Hier fanden vor allem Jugendwettkämpfe wie die DDR-Meisterschaften 1967 statt. 1970 wurde an gleicher Stelle die Eishalle erbaut, welche schließlich im September 1971 eröffnet und anschließend hauptsächlich von der BSG Chemie 70 Rostock genutzt wurde.